# Juwencjusz
Juwencjusz – imię męskie pochodzenia łacińskiego, Iuventius. Oznacza "młodzieńczy". Było dwóch świętych o tym imieniu.
Juwencjusz imieniny obchodzi 8 lutego, 12 lutego i 12 września.
Żeński odpowiednik: Juwencja
Zobacz też:
- Iwencjusz z Pawii, zwany nieprawidłowo Juwencjuszem – święty Kościoła katolickiego, trzeci biskup Pawii